# 1614
Il 1614 (MDCXIV in numeri romani) è un anno  del XVII secolo.

## Eventi
- Luglio – Inizia la più lunga eruzione dell'Etna della storia.
- 8 novembre – Inizia l'assedio di Osaka, che vede opporsi lo Shogunato Tokugawa e il Clan Toyotomi.

## Nati

### Gennaio
- 1º gennaio - Enrico Federico del Palatinato, principe tedesco († 1629)
- 1º gennaio - Luigi Guglielmo I Moncada, nobile, politico e militare italiano († 1672)
- 1º gennaio - Claude Picot, abate francese († 1668)
- 5 gennaio - Leopoldo Guglielmo d'Austria, militare, vescovo cattolico e collezionista d'arte austriaco († 1662)
- 27 gennaio - Anna Caterina Dorotea di Salm-Kyrburg, duchessa († 1655)
- 30 gennaio - Nicolas Saboly, poeta e musicista francese († 1675)

### Febbraio
- 14 febbraio - John Wilkins, scrittore e religioso britannico († 1672)
- 16 febbraio - Christopher Merret, medico e naturalista britannico († 1695)

### Marzo
- 8 marzo - Hendrik van der Borcht il Giovane, pittore tedesco († 1676)
- 11 marzo - Giovanni Maria Conti della Camera, pittore italiano († 1670)
- 15 marzo - Franciscus Sylvius, naturalista e medico olandese († 1672)
- 23 marzo - Jahanara Begum, principessa indiana († 1681)
- 25 marzo - Juan Carreño de Miranda, pittore spagnolo († 1685)
- 30 marzo - Antonio Bichi, cardinale e vescovo cattolico italiano († 1691)

### Aprile
- 2 aprile - Dodo, principe e generale cinese († 1649)
- 4 aprile - Enrico II di Guisa, arcivescovo francese († 1664)
- 25 aprile - Marc'Antonio Pasqualini, cantante e compositore italiano († 1691)

### Maggio
- 12 maggio - Giovanni Bernardo Carbone, pittore italiano († 1683)
- 23 maggio - Bertholet Flemalle, pittore belga († 1675)

### Giugno
- 2 giugno - Bernardo Guasconi, avventuriero e diplomatico italiano († 1687)
- 15 giugno - Emilia di Oldenburg, nobile tedesca († 1670)
- 16 giugno - Francesco Feroni, mercante, politico e funzionario italiano († 1696)

### Luglio
- 14 luglio - Gregorio De Lauro, storico e abate italiano
- 16 luglio - Giuseppe Maria Sanfelice, arcivescovo cattolico e diplomatico italiano († 1660)
- 19 luglio - Ugo Boncompagni, IV duca di Sora, nobile italiano († 1676)
- 23 luglio - Bonaventura Peeters il Vecchio, pittore e incisore fiammingo († 1652)

### Agosto
- 1º agosto - Neri Corsini, cardinale e arcivescovo cattolico italiano († 1678)
- 1º agosto - Cecilio Folli, medico italiano († 1682)
- 7 agosto - Ferdinando I Gonzaga, nobile italiano († 1675)
- 13 agosto - Augusto di Sassonia-Weissenfels, vescovo luterano tedesco († 1680)

### Settembre
- 20 settembre - Martino Martini, gesuita, storico e geografo italiano († 1661)
- 28 settembre - Juan Hidalgo de Polanco, compositore e arpista spagnolo († 1685)

### Ottobre
- 16 ottobre - Francesco di Cosimo de' Medici, militare italiano († 1634)
- 25 ottobre - Vicente Mut, astronomo, storico e militare spagnolo († 1687)

### Novembre
- 2 novembre - Filippo Teodoro di Waldeck, nobile tedesco († 1645)
- 4 novembre - Alessandro Carlo Vasa, principe svedese († 1634)
- 30 novembre - William Howard, I visconte Stafford, nobile britannico († 1680)

### Dicembre
- 5 dicembre - Girolama Mazzarini, nobile italiana († 1656)
- 14 dicembre - Massimiliano Savelli Palombara, nobile, alchimista e poeta italiano († 1685)
- 16 dicembre - Eberardo III di Württemberg, duca († 1674)
- 27 dicembre - Béatrice de Cusance, duchessa († 1663)
- 29 dicembre - Curzio Inghirami, archeologo italiano († 1655)
- 31 dicembre - Caterina di Bar, religiosa francese († 1698)

### Senza giorno specificato
- Catherine Bellier, nobildonna francese († 1689)
- Şehzade Kasim, principe ottomano († 1638)
- Fernando Afán de Ribera y Enríquez, Jr., poeta spagnolo († 1633)
- Stefano Agostini, cardinale italiano († 1683)
- Jan van Aken, pittore e incisore olandese († 1661)
- Ettore Secondino Albergante, presbitero, poeta e musicista italiano († 1698)
- Arthur Annesley, I conte di Anglesey, politico irlandese († 1686)
- Antonio Arias Fernandez, pittore spagnolo († 1684)
- Giovanni Battista Azzola, pittore italiano († 1689)
- Thomas Blanchet, pittore e incisore francese († 1689)
- Costanza Bonarelli, nobildonna e mercante italiana († 1662)
- Elisabetta di Borbone-Vendôme, nobile francese († 1664)
- Simon Bosboom, architetto e scrittore olandese († 1662)
- Carlo Bovio, gesuita, poeta e scrittore italiano († 1705)
- Giuseppe Branciforte, principe di Leonforte, nobile e politico italiano († 1698)
- Girolamo Brusoni, letterato e scrittore italiano
- Carlo Caproli, violinista e compositore italiano († 1668)
- Claude Clerselier,  francese († 1684)
- Tommaso Cornelio, medico, matematico e filosofo italiano († 1684)
- Jean Daret, pittore e incisore francese († 1668)
- Giovanni Battista De Luca, giurista e cardinale italiano († 1683)
- Claude François, pittore francese († 1685)
- Cesare Gentile, doge († 1681)
- Hallgrímur Pétursson, poeta islandese († 1674)
- Nicolaes de Helt Stockade, pittore olandese († 1669)
- Willem van Herp, pittore fiammingo († 1677)
- Yatsuhashi Kengyō, musicista giapponese († 1685)
- Margaret Lemon, modella inglese
- Pietro Martínez y Rubio, arcivescovo cattolico spagnolo († 1667)
- Jan Mijtens, pittore e disegnatore olandese († 1670)
- Henry More, filosofo britannico († 1687)
- Thomas Neale, giurista britannico († 1699)
- Carlo Rossetti, cardinale italiano († 1681)
- Camillo Saccenti,  italiano († 1688)
- Franz Tunder, compositore e organista tedesco († 1667)
- Claes Uggla, ammiraglio svedese († 1676)
- Juan de Arellano, pittore spagnolo († 1676)
- Carlo della Palma, vescovo cattolico italiano († 1682)
- Jacob van Loo, pittore olandese († 1670)

## Morti

### Gennaio
- 2 gennaio - Serafino Capponi, teologo italiano (n. 1536)
- 9 gennaio - Carlo Gonzaga, nobile (n. 1551)
- 15 gennaio - Giordano Gonzaga, nobile (n. 1553)
- 21 gennaio - Morosina Morosini (n. 1545)
- 28 gennaio - Francesco Mantica, cardinale e giurista italiano (n. 1534)
- 29 gennaio - Honjō Shigenaga, militare giapponese (n. 1540)

### Febbraio
- 3 febbraio - Paolo Cavalieri, religioso, teologo e compositore italiano
- 19 febbraio - Giovanni Battista Bertucci il Giovane, pittore italiano (n. 1539)

### Marzo
- 4 marzo - Papirio Picedi, vescovo cattolico e diplomatico italiano (n. 1528)
- 22 marzo - Filippo Salviati, scienziato italiano (n. 1583)

### Aprile
- 2 aprile - Enrico I di Montmorency, nobile e militare francese (n. 1534)
- 7 aprile - El Greco, pittore, scultore e architetto greco (n. 1541)
- 13 aprile - Giovanni De Vecchi, pittore italiano
- 27 aprile - Bartolomeo Carteri, compositore italiano
- 28 aprile - Pompeo Ugonio, religioso, bibliotecario e antiquario italiano (n. 1550)

### Maggio
- 6 maggio - Lodovico Capponi juniore, banchiere italiano (n. 1534)
- 17 maggio - Francesco di Ferdinando de' Medici, nobile italiano (n. 1594)
- 18 maggio - Lorenzo Cresci, pittore italiano

### Giugno
- 13 giugno - Sengoku Hidehisa, militare giapponese (n. 1552)
- 15 giugno - Henry Howard, I conte di Northampton, nobile britannico (n. 1540)
- 21 giugno - Bartolomeo Sculteto, giudice, matematico e astronomo tedesco (n. 1540)
- 23 giugno - Mark Welser, banchiere, politico e astronomo tedesco (n. 1558)
- 25 giugno - Alessandro Bevilacqua, compositore italiano (n. 1559)
- 27 giugno - Maeda Toshinaga, militare giapponese (n. 1562)

### Luglio
- 1º luglio - Isaac Casaubon, filologo classico francese (n. 1559)
- 1º luglio - Massimiliano d'Austria, arcivescovo cattolico spagnolo (n. 1555)
- 11 luglio - Massimiliana Maria di Wittelsbach, nobile tedesca (n. 1552)
- 14 luglio - Sebastiano Zametti, banchiere italiano
- 14 luglio - Camillo de Lellis, religioso e presbitero italiano (n. 1550)
- 15 luglio - Pierre de Bourdeille, storico e biografo francese (n. 1540)
- 19 luglio - Akizuki Tanenaga, militare giapponese (n. 1567)
- 26 luglio - Henry Grey, I barone Grey di Groby, nobile inglese (n. 1547)
- 28 luglio - Felix Platter, medico, anatomista e botanico svizzero (n. 1536)

### Agosto
- 3 agosto - Francesco di Borbone-Conti, condottiero francese (n. 1558)
- 9 agosto - Álvaro II del Congo, re (n. 1565)
- 11 agosto - Lavinia Fontana, pittrice italiana (n. 1552)
- 12 agosto - Giovanni Fontana, architetto e ingegnere svizzero (n. 1540)
- 21 agosto - Erzsébet Báthory, nobildonna ungherese (n. 1560)
- 21 agosto - Cesare d'Avalos, nobile, militare e politico italiano (n. 1536)
- 22 agosto - Filippo Luigi del Palatinato-Neuburg, conte (n. 1547)
- 22 agosto - Oda Nobukane, militare giapponese (n. 1548)
- 25 agosto - Yūki Harutomo, militare giapponese (n. 1533)

### Settembre
- 2 settembre - Pietro Caetani, VI duca di Sermoneta, militare italiano (n. 1562)
- 21 settembre - Jerónimo Gracián, religioso spagnolo (n. 1545)
- 25 settembre - Prospero Gonzaga, nobile italiano (n. 1543)
- 27 settembre - Felice Anerio, compositore italiano (n. 1560)

### Ottobre
- 2 ottobre - Carlo Sellitto, pittore italiano (n. 1581)
- 17 ottobre - Gümülcineli Damat Nasuh Pascià, politico ottomano
- 20 ottobre - Ciriaco Mattei, nobile e collezionista d'arte italiano (n. 1545)
- 26 ottobre - Sibilla di Anhalt, nobile tedesca (n. 1564)

### Novembre
- 5 novembre - Fabrizio Gallo, vescovo cattolico italiano
- 11 novembre - Okudaira Iemasa, militare giapponese (n. 1577)
- 15 novembre - Caterina di Guimarães, principessa portoghese (n. 1540)
- 22 novembre - Thomas Butler, X conte di Ormond, nobile irlandese (n. 1531)
- 29 novembre - Mogami Yoshiaki, militare giapponese (n. 1546)

### Dicembre
- 14 dicembre - Claude de La Châtre, nobile e militare francese (n. 1536)
- 20 dicembre - Filippo Caetani, VII duca di Sermoneta, nobile, commediografo e poeta italiano (n. 1565)
- 24 dicembre - Marina Mniszech

### Senza giorno specificato
- Kaihime, nobildonna giapponese (n. 1572)
- Abdul Ghafur Muhiuddin Shah di Pahang, sovrano malese (n. 1567)
- Sriranga II, sovrano indiano
- Venkata II, sovrano indiano
- Francisco Andrada de Paiva, scrittore portoghese (n. 1540)
- Cesare Arbasia, pittore italiano
- Tommaso Bona, pittore italiano (n. 1548)
- Paride Cattaneo della Torre, presbitero e scrittore italiano (n. 1531)
- Giovanni de Macque, compositore francese
- Alonso González de Nájera, militare spagnolo
- Alessandro Guagnini, storico e militare italiano (n. 1534)
- Valentin Haussmann, compositore tedesco (n. 1560)
- William Lee, inventore inglese (n. 1563)
- Cesare Nebbia, pittore italiano (n. 1536)
- Antonio Neri, artigiano italiano (n. 1576)
- Mavro Orbini, storico dalmata (n. 1563)
- Filippo Paladini, pittore italiano (n. 1544)
- Giambattista Raimondi, filosofo, matematico e orientalista italiano (n. 1536)
- Sigismondo Scarsella, pittore e architetto italiano
- Giovanni Battista Tarilli, pittore e miniatore svizzero (n. 1549)
- Johann Thölde, alchimista, scrittore e editore tedesco (n. 1565)
- Giovanni Villifranchi, drammaturgo e poeta italiano
- Pomponio de Magistris, vescovo cattolico italiano (n. 1566)
- Gilles Durant de la Bergerie, poeta francese (n. 1554)
- Girolamo della Volpaia, inventore italiano (n. 1530)

## Calendario
| Calendario 1614 | Calendario 1614 | Calendario 1614 | Calendario 1614 | Calendario 1614 | Calendario 1614 | Calendario 1614 | Calendario 1614 | Calendario 1614 | Calendario 1614 | Calendario 1614 | Calendario 1614 | Calendario 1614 | Calendario 1614 | Calendario 1614 | Calendario 1614 | Calendario 1614 | Calendario 1614 | Calendario 1614 | Calendario 1614 | Calendario 1614 | Calendario 1614 | Calendario 1614 | Calendario 1614 | Calendario 1614 | Calendario 1614 | Calendario 1614 | Calendario 1614 | Calendario 1614 | Calendario 1614 | Calendario 1614 | Calendario 1614 | Calendario 1614 |
| --------------- | --------------- | --------------- | --------------- | --------------- | --------------- | --------------- | --------------- | --------------- | --------------- | --------------- | --------------- | --------------- | --------------- | --------------- | --------------- | --------------- | --------------- | --------------- | --------------- | --------------- | --------------- | --------------- | --------------- | --------------- | --------------- | --------------- | --------------- | --------------- | --------------- | --------------- | --------------- | --------------- |
|                 | 1               | 2               | 3               | 4               | 5               | 6               | 7               | 8               | 9               | 10              | 11              | 12              | 13              | 14              | 15              | 16              | 17              | 18              | 19              | 20              | 21              | 22              | 23              | 24              | 25              | 26              | 27              | 28              | 29              | 30              | 31              |                 |
| Gennaio         | Me              | Gi              | Ve              | Sa              | Do              | Lu              | Ma              | Me              | Gi              | Ve              | Sa              | Do              | Lu              | Ma              | Me              | Gi              | Ve              | Sa              | Do              | Lu              | Ma              | Me              | Gi              | Ve              | Sa              | Do              | Lu              | Ma              | Me              | Gi              | Ve              |                 |
| Febbraio        | Sa              | Do              | Lu              | Ma              | Me              | Gi              | Ve              | Sa              | Do              | Lu              | Ma              | Me              | Gi              | Ve              | Sa              | Do              | Lu              | Ma              | Me              | Gi              | Ve              | Sa              | Do              | Lu              | Ma              | Me              | Gi              | Ve              |                 |                 |                 |                 |
| Marzo           | Sa              | Do              | Lu              | Ma              | Me              | Gi              | Ve              | Sa              | Do              | Lu              | Ma              | Me              | Gi              | Ve              | Sa              | Do              | Lu              | Ma              | Me              | Gi              | Ve              | Sa              | Do              | Lu              | Ma              | Me              | Gi              | Ve              | Sa              | Do              | Lu              |                 |
| Aprile          | Ma              | Me              | Gi              | Ve              | Sa              | Do              | Lu              | Ma              | Me              | Gi              | Ve              | Sa              | Do              | Lu              | Ma              | Me              | Gi              | Ve              | Sa              | Do              | Lu              | Ma              | Me              | Gi              | Ve              | Sa              | Do              | Lu              | Ma              | Me              |                 |                 |
| Maggio          | Gi              | Ve              | Sa              | Do              | Lu              | Ma              | Me              | Gi              | Ve              | Sa              | Do              | Lu              | Ma              | Me              | Gi              | Ve              | Sa              | Do              | Lu              | Ma              | Me              | Gi              | Ve              | Sa              | Do              | Lu              | Ma              | Me              | Gi              | Ve              | Sa              |                 |
| Giugno          | Do              | Lu              | Ma              | Me              | Gi              | Ve              | Sa              | Do              | Lu              | Ma              | Me              | Gi              | Ve              | Sa              | Do              | Lu              | Ma              | Me              | Gi              | Ve              | Sa              | Do              | Lu              | Ma              | Me              | Gi              | Ve              | Sa              | Do              | Lu              |                 |                 |
| Luglio          | Ma              | Me              | Gi              | Ve              | Sa              | Do              | Lu              | Ma              | Me              | Gi              | Ve              | Sa              | Do              | Lu              | Ma              | Me              | Gi              | Ve              | Sa              | Do              | Lu              | Ma              | Me              | Gi              | Ve              | Sa              | Do              | Lu              | Ma              | Me              | Gi              |                 |
| Agosto          | Ve              | Sa              | Do              | Lu              | Ma              | Me              | Gi              | Ve              | Sa              | Do              | Lu              | Ma              | Me              | Gi              | Ve              | Sa              | Do              | Lu              | Ma              | Me              | Gi              | Ve              | Sa              | Do              | Lu              | Ma              | Me              | Gi              | Ve              | Sa              | Do              |                 |
| Settembre       | Lu              | Ma              | Me              | Gi              | Ve              | Sa              | Do              | Lu              | Ma              | Me              | Gi              | Ve              | Sa              | Do              | Lu              | Ma              | Me              | Gi              | Ve              | Sa              | Do              | Lu              | Ma              | Me              | Gi              | Ve              | Sa              | Do              | Lu              | Ma              |                 |                 |
| Ottobre         | Me              | Gi              | Ve              | Sa              | Do              | Lu              | Ma              | Me              | Gi              | Ve              | Sa              | Do              | Lu              | Ma              | Me              | Gi              | Ve              | Sa              | Do              | Lu              | Ma              | Me              | Gi              | Ve              | Sa              | Do              | Lu              | Ma              | Me              | Gi              | Ve              |                 |
| Novembre        | Sa              | Do              | Lu              | Ma              | Me              | Gi              | Ve              | Sa              | Do              | Lu              | Ma              | Me              | Gi              | Ve              | Sa              | Do              | Lu              | Ma              | Me              | Gi              | Ve              | Sa              | Do              | Lu              | Ma              | Me              | Gi              | Ve              | Sa              | Do              |                 |                 |
| Dicembre        | Lu              | Ma              | Me              | Gi              | Ve              | Sa              | Do              | Lu              | Ma              | Me              | Gi              | Ve              | Sa              | Do              | Lu              | Ma              | Me              | Gi              | Ve              | Sa              | Do              | Lu              | Ma              | Me              | Gi              | Ve              | Sa              | Do              | Lu              | Ma              | Me              |                 |